# كم بيونغ سوك
كيم بيونغ سوك (هانغل: 김병석) لاعب كوري جنوبي من مواليد 17 سبتمبر 1985.
يلعب في نادي النصر السعودي.
يلعب في مركز الجناح الأيسر.
كان يلعب في نادي مونتيديو ماناغانا وانتقل بعدها إلى نادي سيجان توسيو الياباني وانتقل إلى النصر في مطلع عام 2012 م وسجل أول أهدافه مع النصر في مرمى فريق الأنصار.
مثل المنتخب الكوري الجنوبي في مناسبات قليلة.

## روابط خارجية
- كم بيونغ سوك على موقع رابطة كرة القدم اليابانية للمحترفين (اليابانية)
- كم بيونغ سوك على موقع دوري كوريا الجنوبية (الإنجليزية)
- كم بيونغ سوك على موقع قاعدة بيانات كرة القدم.إي يو (الإنجليزية)
- كم بيونغ سوك على موقع Soccerway.com (الإنجليزية)